# Francisco Ferraro
Francisco Ferraro, dit "Pancho", est un footballeur puis entraîneur argentin, né le 21 mai 1945 à Buenos Aires. 
Francisco Ferraro réalise l'intégralité de sa carrière de joueur professionnel dans les catégories inférieures du football argentin, avant de devenir entraîneur de football. Sa principale victoire intervient en 2005, lorsqu'il dirige l'équipe d'Argentine victorieuse de la Coupe du monde des moins de 20 ans. 

## Biographie

### Carrière de joueur
Pancho Ferraro réalise l'intégralité de sa carrière de joueur en Argentine, dans les divisions inférieures du football argentin. 

### Carrière d'entraîneur
En 1992, à l'âge de 47 ans, il entame sa carrière d'entraîneur en Argentine, au Deportivo Espanol puis au Gimnasia Jujuy. Après une année en Espagne à Valladolid puis quelques années sabbatiques, Ferraro se voit confier le poste de sélectionneur de l'équipe d'Argentine des moins de 20 ans qu'il dirige lors de la Coupe du monde des moins de 20 ans 2005,,. Après des débuts difficiles dans la compétition, dont une défaite face aux États-Unis, l'équipe emmenée par Ferraro et composée de futurs grands joueurs comme Lionel Messi ou Sergio Agüero, accède aux phases finales de la compétition à la suite de victoires contre l'Égypte et l'Allemagne. La sélection remporte ensuite ses matchs contre la Colombie puis l'Espagne avant d'éliminer le champion en titre de la catégorie, le Brésil par 2 buts à 1. Face au Nigéria lors de la finale de la compétition, l'Argentine l'emporte grâce à deux buts de Lionel Messi qui termine Ballon d'or de la compétition et meilleur buteur devant Fernando Llorente,. 
Quelques mois après, à la suite de la démission de José Pékerman après la défaite de l'Argentine lors de la Coupe du monde 2006, Ferraro quitte également ses fonctions,, en juillet 2006. Il prend alors les commandes de clubs argentins dont le Gimnasia Jujuy qu'il retrouve en 2010.

## Palmarès

### Comme entraîneur
Francisco Ferraro remporte la Coupe du monde de football des moins de 20 ans 2005 avec l'équipe d'Argentine des moins de 20 ans de football.